# Microcytherura aestuaricola
Microcytherura aestuaricola is een mosselkreeftjessoort uit de familie van de Cytheruridae. De wetenschappelijke naam van de soort is voor het eerst geldig gepubliceerd in 1980 door Hartmann.